# Luca Dotto
Luca Dotto, född 18 april 1990 i Camposampiero, är en italiensk simmare.
Dotto tävlade i fyra grenar för Italien vid olympiska sommarspelen 2012 i London. Han tog sig till semifinal på 50 meter frisim och blev utslagen i försöksheatet på 100 meter frisim. Dotto var även en del av Italiens lag som slutade på 7:e plats på 4 x 100 meter frisim och som blev utslagna i försöksheatet på 4 x 100 meter medley.
Vid olympiska sommarspelen 2016 i Rio de Janeiro tävlade Dotto i fyra grenar. Han tog sig till semifinal på både 50 och 100 meter frisim. Dotto var även en del av Italiens lag som blev utslagna i försöksheatet på både 4 x 100 meter frisim och 4 x 100 meter medley.